# ジョン・R・ギリス

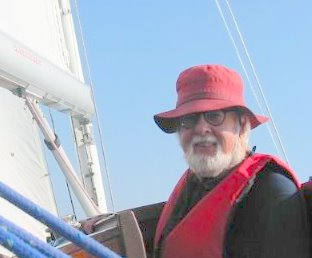
ギリス、2010年撮影。

ジョン・R・ギリス（John R. Gillis、[ˈɡɪlɪs]、1939年 - ）は、アメリカ合衆国の歴史学者。ラトガーズ大学の歴史学名誉教授である。

## 経歴
1960年にアマースト大学を卒業し、1965年にスタンフォード大学で博士号を取得、1966年にプリンストン大学の助教授となり、1969年から1970年にかけてイギリスのオックスフォード大学で研究に従事した。その後、ラトガーズ大学に移り、1976年に教授へ昇進した。
ギリスは、ドイツの歴史への関心から研究生活に入り、次いでイギリスの歴史に関心を転じ、さらに広く様々な時代の社会史、文化史について研究を展開するようになった。
ラトガーズ大学退職後は、カリフォルニア州バークレーに居を構え、夏場はメイン州の島で過ごす生活を送っている。

## おもな著書

### 単著
- The Prussian Bureaucracy in Crisis, 1840-60 (Stanford, 1971) ISBN 978-0804707565
- Youth and History: Tradition and Change in European Age Relations, 1750-Present (Academic, 1975) ISBN 978-0127852621
  - 日本語訳：北本正章 訳、＜若者＞の社会史 : ヨーロッパにおける家族と年齢集団の変貌、新曜社、1985年
- Development of European Society, 1770-1870 (Houghton Mifflin, 1977)
- For Better, For Worse: British Marriages, 1600 to the present (Oxford, 1985) ISBN 978-0195036145
  - 日本語訳：北本正章 訳、結婚観の歴史人類学 : 近代イギリス・1600年～現代、勁草書房、2006年
- A World of Their Own Making: Myth, Ritual, and the Quest for Family Values (Basic, 1996) ISBN 978-0465054145
- Islands of the Mind: How the Human Imagination Created the Atlantic World (2004) ISBN 978-1403965066
- The Human Shore:Seacoasts in History (2012) ISBN 978-0226922232
  - 日本語訳：近江美佐 訳、沿岸と20万年の人類史 : 「境界」に生きる人類、文明は海岸で生まれた、一灯舎、2016年

### 編著
- The Militarization of the Western World (Rutgers 1989)
- The European Experience of Declining Fertility, with D. Levine and L. Tilly (Blackwell, 1992)
- Commemorations: The Politics of National Identity (Princeton, 1996)
- Becoming Historians, with James M. Banner, Jr. (University of Chicago, 2009) ISBN 978-0-226-03658-8